# Praça Siqueira Campos
A Praça Siqueira Campos ou Praça do Relógio é um logradouro público, sito ao Doca do Ver-o-Peso na Avenida Portugal, no bairro da Cidade Velha, na cidade brasileira de Belém, no estado do Pará. Conhecida por abrigar um enorme relógio inglês em seu centro.

## História
O local escolhido para a construção da praça era um terreno baldio conhecido como Praça dos Aliados, após demolição do prédio onde deveria funcionar a Bolsa de Valores, na onda do Ciclo da borracha. O nome vem do tenente Siqueira Campos, que foi um soldado que lutou na Revolta do Forte de Copacabana.
O monumento no centro da praça é um relógio foi construído em 1930 pela empresa J.W. Benson, doado pelo intendente Antonio Faciola. Medindo 12 metros de altura com a torre feita de ferro, consiste de quatro luminárias em um relógio central importado da Inglaterra.
A praça também acompanham quatro postes ferro com luminárias, porém mais antigos. Foram fabricados pela Macfarlaine em 1893. Durante a Revolução de 1930, Eurico Valle e Antonio Faciola foram depostos, não podendo inaugurar a obra. Na ocasião fizeram-se presentes o major Joaquim de Magalhães Cardoso Barata, Governador do Pará, e o Padre Leandro Pinheiro, intendente de Belém.
Ao longo das décadas a praça passou por diversas restaurações, a feita em 1988 fez o relógio voltou a funcionar regularmente; em 1994 a praça recebeu outra revitalização, desta vez exibindo novas cores no relógio e nos postes. Até 2020, o toque da sirene e o seus ponteiros luminosos não estavam funcionando, mas a prefeitura havia anunciado a obra de revitalização de todas a praça.
Compreende uma área total de 2.727,45m², 1.246,78m² de área pavimentada e 1.480,67m² de área verde, no bairro da Cidade Velha.

## Patrimônio histórico

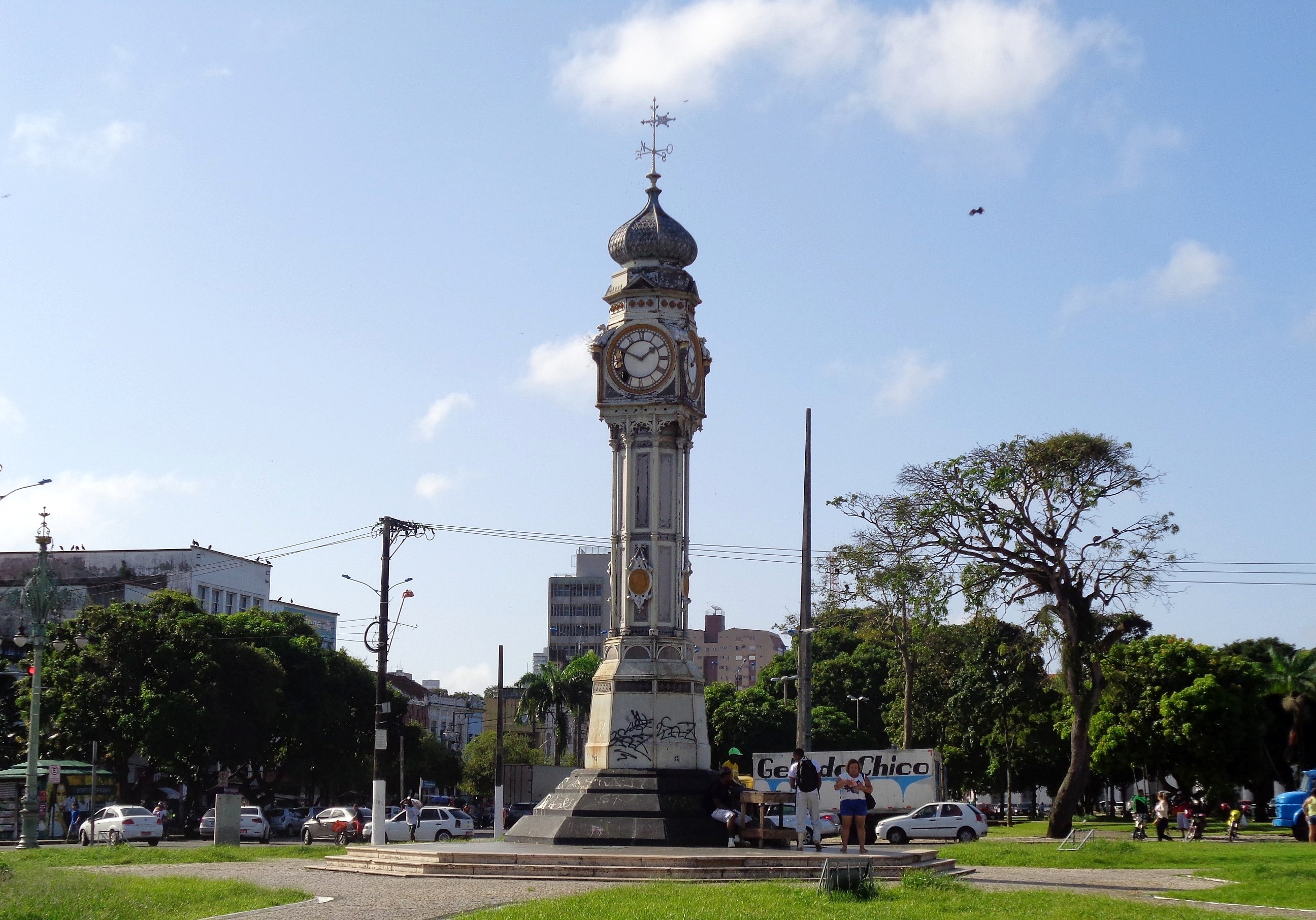
Praça do Relógio,ao fundo a Praça Dom Pedro II.

A Praça do Relógio faz parte do complexo arquitetônico e paisagístico do Ver-o-Peso tombado pelo Instituto do Patrimônio Histórico e Artístico Nacional (IPHAN), no ano de 1977, que compreende uma área de 35 mil metros quadrados, com uma série de construções históricas, incluindo o logradouro Boulevard Castilhos França, o Mercado da Carne, o Mercado de Peixe, a Doca do Ver-o-Peso, a Feira do Açaí, a Ladeira do Castelo e, o Solar da Beira.
A praça é localizada no logradouro Avenida Portugal, onde também estão outras edificações tombadas: a Doca do Ver-o-Peso, a Praça Dom Pedro II, o Palácio Antônio Lemos (Palacete Azul), o Palácio Lauro Sodré (Palácio do Governo) e, a Casa do Barão de Guajará.